# 海技大学校

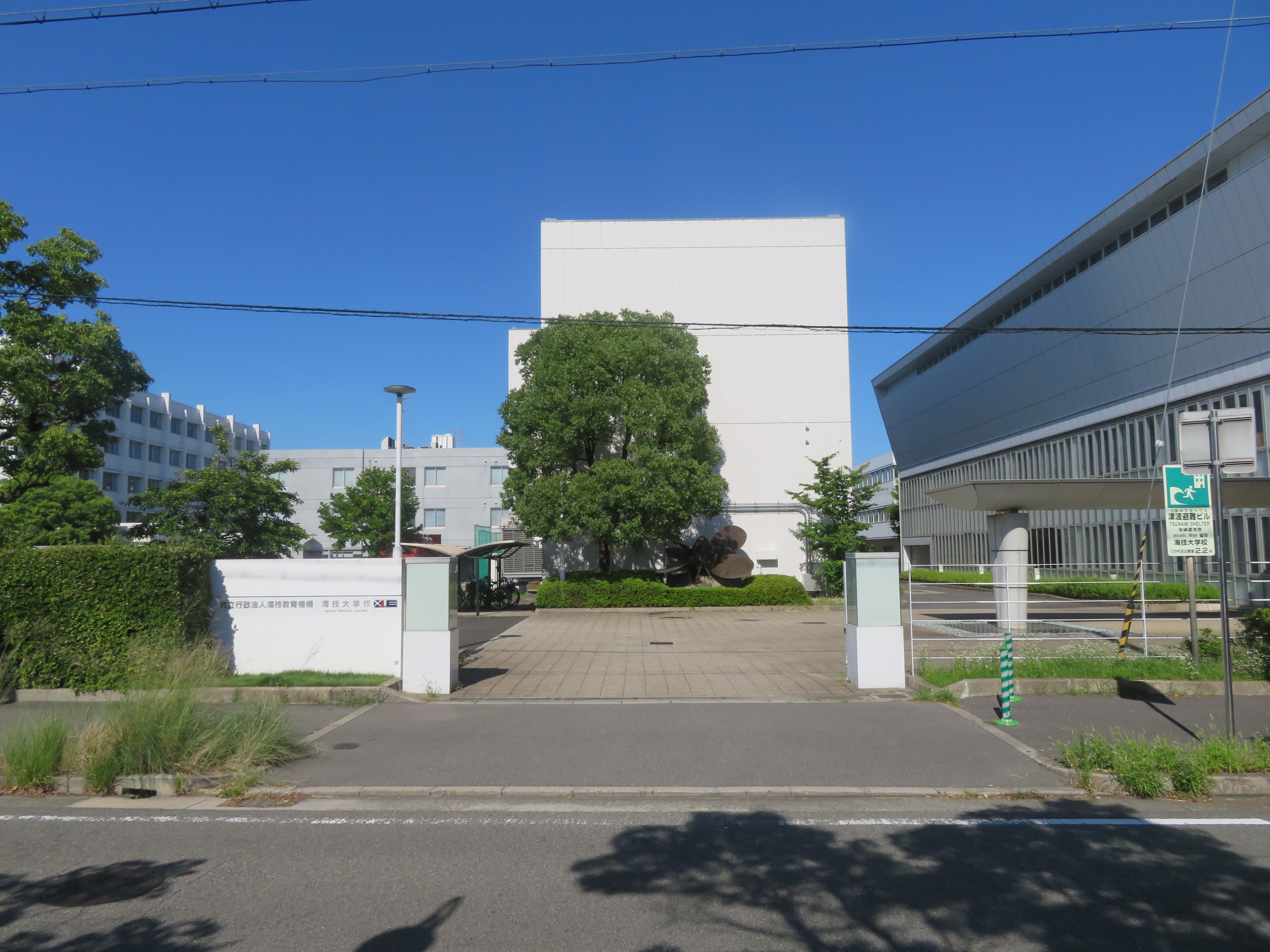
海技大学校

海技大学校（かいぎだいがっこう、英: Marine Technical College）は、兵庫県芦屋市西蔵町12-24にある独立行政法人海技教育機構所管の船員教育機関である。1961年に設置された。大学校の略称は海技大（かいぎだい）または技大（ぎだい）。 

## 概要
独立行政法人海技教育機構所管の省庁系大学校の一つである。1945年に神戸高等商船学校（現・神戸大学海洋政策科学部）、東京高等商船学校（現・東京海洋大学海洋工学部）、および清水高等商船学校が、官立高等商船学校として静岡県清水市 (現静岡市) に統合され、これに特別高等海員養成所と高等海員養成所を合併し、海上実歴のある船員に、船舶航行に必要な技能を再教育することを目的として設立された海技専門学院を前身とする。
1961年に現校名に改称。「資格教育」、「技術教育」、「水先人教育」、「国際協力」の4つを柱として、船員（船員であった者及び船員になろうとする者を含む。）に対し船舶の運航に関する高度の学術及び技能を教授すること等により、船員の資質の向上を図り、もって海上輸送の安全の確保に資することを目的とする。

## 設置課程

### 海技専攻課程

#### 海上技術コース（航海・機関）
海上技術学校卒業生を対象とし、航機両用教育を基にプロフェッショナルな職業意識・能力を養い、2年間で船員としての更なる知識・技能の向上と三級海技士の免許を取得することを目標とする。更に、反対職の乗船履歴1年9カ月で、四級海技士（航海又は機関）免許取得が可能であった。
定員は航機各5名。
平成31年4月入学者(第27期)を最後に募集停止。

#### 海上技術コース（航海専修・機関専修）
海上技術短期大学校卒業生を対象とし、航機両用教育の知識を基に、2年間で船員としての更なる資質の向上を図るとともに、船舶運航管理者に必要かつ実践的な基礎知識・技能の習得を目標としたコースである。技短において修得した教育の知識を基に、三級海技士として必須の知識や技能の定着を図るとともに、運航現場に早期に対応できるようにする。技短専修科に限り、卒業時には三級海技士（航海又は機関）と反対職の四級海技士（航海又は機関）を保有する。
定員は航機各10名。

#### 海上技術コース（航海専攻・機関専攻）
船員教育機関以外の大学・短大等を卒業している者を対象に、三級海技士(航海又は機関)の取得及び即戦力となる海技者を養成する。
一般入学と推薦入学の枠があり、前者は一般の大学・短大等を卒業後に、海運会社に雇用されていない者や、社船実習船での実習が不可能である海運会社等に雇用されている者と対象とする。後者は海運会社に雇用されて、通信教育を併用するとともに社船での乗船実習が可能であり、所属する学生は主に外航海運会社の海上職員（自社養成の航海士・機関士）として採用された者たちである。機関専攻（一般、推薦）の乗船実習に就いては、12カ月のうち3カ月の機構練習船における乗船実習を陸上訓練（令和8年度開所予定の機関訓練センター）にて代替する。なお、厚生労働大臣が指定する専門実践教育訓練講座の対象で、一般入学者が修了した場合、教育訓練実施者に支払った教育訓練経費の 一定の割合額（上限あり）をハローワークから支給される。
修業期間は就職・人材育成支援期間（6カ月）の関係で異なり、一般入学者が2年6カ月、推薦入学者が2年である。
定員は一般入学者が航機各5名、推薦入学者が航機各若干名。

#### 海技士コース（三級航海・三級機関、四級航海・四級機関、五級航海・五級機関）
海技士国家試験に係る身体検査基準を満たしている者で、四級海技士（航海）若しくは四級海技士（機関）の免許を有し、卒業時において三級海技士（航海）若しくは三級海技士（機関）に関する海技士国家試験の受験資格のある者。卒業後、三級海技士国家試験のうち筆記試験が免除される他、在学期間の1/2が乗船履歴として加算される。又、在学中に三級海技士に必要な「海技免許講習」が受講できる。なお、船員保険職業補導所に指定されており、船員保険加入者等を対象にした教育訓練給付金の支給対象コースとなっている。

### 特別課程

#### 船舶保安管理者コース
国際航海船舶・国際港湾施設の保安の確保等に関する法律、SOLAS 条約並びに ISPS コード及び STCW コードA-VI/5 に基づき、船舶保安管理者（SSO）として、船舶保安に関する任務と責任及び船舶保安計画の維持と実施並びに会社保安管理者(CSO) 及び港湾施設保安管理者(PFSO) と共に連携することなど、その任務を果たすために必要な知識を理解する。

#### 外航基幹職員養成コース（航海・機関）
船員教育機関の卒業生を対象としたコースで、外航商船での訓練や実務経験を通じて、即戦力として活躍できる船員を育成する。国土交通省の補助金を受けた外航日本人船員の確保・育成プロジェクトの一部として行われており、学生の募集はSECOJ(公益財団法人 日本船員雇用促進センター)を通して行われる。

### 国際協力コース
開発途上国におけるハイレベルの船員や海事教育者を育成するコースで、世界規模で船舶の安全運航や環境保護等を図る。

## 学校名の変遷
1. 海技専門学院 - 1945年（昭和20年）から1961年（昭和36年）までの16年間。
2. 海技大学校 - 1961年（昭和36年）から現在に至る。

## 所管の変遷
1. 運輸通信省  - 1945年（昭和20年）4月から5月までの1か月間。
2. 運輸省  - 1945年（昭和20年）から2001年（平成13年）までの56年間。
3. 国土交通省  - 2001年（平成13年）1月から4月までの3か月間。
4. 国土交通省所管の独立行政法人海技大学校 - 2001年（平成13年）から2006年（平成18年）までの5年間。
5. 国土交通省所管の独立行政法人海技教育機構  - 2006年（平成18年）から現在に至る。

## 沿革

### 昭和（戦中）
- 1945年（昭和20年）
  - 4月 - 高等商船学校神戸分校（旧・神戸高等商船学校）の敷地内に、運輸通信省所管海技専門学院を設立[注 1]。
    - 所在地: 兵庫県武庫郡本庄村深江[8]（現在の神戸市東灘区深江南町5丁目）

  - 5月 - 運輸通信省の改組で、運輸省所管海技専門学院となる。
  - 5月 - 近接の川西航空機甲南製作所を目標とした神戸大空襲によって、本校施設に大きな被害が発生。[9]
  - 8月 - 阪神大空襲[10]によって、本校施設に再度大きな被害が発生（後述）[9]。

### 昭和（戦後）
- 1946年（昭和21年）
  - 1月 - 戦災で既存の校舎施設をすべて失ったため、日本海運報国団[注 2]が使用していた現在地の施設を海技専門学院の校舎施設（芦屋市）として借用、本部を深江から移して授業を継続[12]。
  - 3月 - 高等商船学校神戸分校の廃止に伴い、全施設及び教職員が海技専門学院に継承される。
  - 4月 - 教室・寄宿舎不足のため、元高等商船学校大阪分校（泉佐野市）[注 3]と元岸和田海員養成所[注 4]の施設を承継し、「ばいかる丸」を借用の上、尼崎に係留し、分教場とする。
- 1948年（昭和23年）
  - 4月 - 戦災で失った深江の施設が復旧した為、本部を深江校地に復帰[12]。
- 1949年（昭和24年）
  - 5月 - 海技専門学院官制が廃止[注 5]。
  - 6月 - 運輸省設置法を制定。その中で、附属機関として海技専門学院の設置を規定。
- 1951年（昭和26年）4月 - 船員通信教育制度が設けられ、通信教育を開始。
- 1952年（昭和27年）5月 - 神戸商船大学[注 6]が設置される。この際、全施設が同大学に移管されたのに伴い、本校は同大学と同一施設を共用する形をとる[12]。
- 1955年（昭和30年）7月 - 運輸省設置法の改正に伴い、本校の本部を芦屋市の現在地に移転[12]し、神戸商船大学との施設共有状態を解消。
- 1961年（昭和36年）4月 - 校名を海技大学校と改称。
- 1969年（昭和44年）11月 - 第1代海技丸を廃船。その後神戸商船大学から所管換えを受けた練習船深江丸を海技丸（第2代）と改名。
- 1981年（昭和56年）4月 - 運輸省の組織改正[注 7]が行われ、以下の2校の海員学校を廃止の上、海技大学校の分校とする。
  - 児島海員学校を廃止。→海技大学校児島分校（岡山県倉敷市）
  - 七尾海員学校を廃止。→海技大学校七尾分校（石川県七尾市）
- 1988年（昭和63年）3月 - 海技丸（第3代）が完成。

### 平成
- 1992年（平成4年）3月 - 七尾分校を廃止。
- 1997年（平成9年）3月 - 1995年（平成7年）の兵庫県南部地震により本館及び講堂・体育館が使用不能となったため、再建された。
- 2001年（平成13年）
  - 1月 - 省庁再編により、国土交通省所管となる。
  - 4月 - 独立行政法人化され、独立行政法人海技大学校が発足。
- 2006年（平成18年）4月 - 独立行政法人（海技大学校と海員学校）の統合で独立行政法人海技教育機構が発足。
- 2009年（平成21年）3月 - 児島分校を廃止。

### 令和
- 2025年（平成7年）4月 - 新3級制度を拡充し、海運会社の雇用船員ではない一般大学卒等の新人教育（海上技術コース（航海専攻・機関専攻）の一般入学者）が開始。

## 大学関係者と組織

### 大学関係者組織
海技大学校同窓会があり、本科卒業生は商船大系の「海洋会」もある。

### 大学関係者一覧
- 山本平弥 - 元校長

## 所在地
〒659-0026 兵庫県芦屋市西蔵町12番24号
- 北緯34度43分26.9秒 東経135度18分53.3秒 / 北緯34.724139度 東経135.314806度座標: 北緯34度43分26.9秒 東経135度18分53.3秒 / 北緯34.724139度 東経135.314806度